# 地球は放置してても育たない
『地球は放置してても育たない』（ちきゅうはほうちしててもそだたない）は、NHK Eテレで2023年4月6日から放送されている教育番組。

## 概要
地球をゲーム感覚にして、SDGsを取り上げている。2022年度のパイロット放送を経て2023年度よりレギュラー放送を開始。

## 出演者
地球（レベル.1）
演 - 伊藤万理華

## 放送リスト
| 回 | タイトル                          | 初回放送日                                                     |
| -- | --------------------------------- | -------------------------------------------------------------- |
| 1  | 放置しないで!プラスチックごみ問題 | 2022年03月029日（パイロット） 2023年04月06日（レギュラー放送） |
| 2  | 放置しないで!飢えのない世界へ     | 2022年08月04日（パイロット） 2023年05月11日（レギュラー放送）  |
| 3  | 争いはなぜ起きる?                 | 2022年08月05日（パイロット） 2023年06月08日（レギュラー放送）  |
| 4  | 放置しないで!捨てられた衣服の山   | 2023年07月06日                                                 |
| 5  | 放置しないで!地球温暖化           | 2023年09月07日                                                 |
| 6  | 放置しないで!世界の水問題         | 2023年10月05日                                                 |
| 7  | どう実現する?男女の平等           | 2023年11月09日                                                 |
| 8  | 放置しないで!森と生き物の危機     | 2023年11月26日                                                 |
| 9  | 放置しないで!エネルギー問題       | 2024年01月25日                                                 |
| 10 | 働きがいのある社会をつくるには?   | 2024年02月22日                                                 |